# Девід Брейнард
Девід Лег Брейнард (англ. David Legge Brainard; 21 грудня 1856 — 22 березня 1946) — бригадний генерал армії США, дослідник Арктики, учасник Американської арктичної експедиції (1881—1884) під керівництвом Адольфа Грилі (один з шістьох, які вижили), перший почесний член Американського полярного товариства.

## Ранні роки та початок військової кар'єри
Девід Брейнард народився 21 грудня 1856 року у Нью-Йорку в сім'ї Еленсона та Марії Лег Брейнард. У 1876 році почав службу в армії рядовим. З 1876 до 1884 роки служив у форті Елліс, Територія Монтана. Брав участь у війні за Чорні Пагорби, отримав поранення. Брав участь у Баннокській кампанії та війні не-персі під командуванням полковника Нельсона Майлза. 7 травня 1877 року у Битві біля Маленького мутного струмка був поранений у праву руку та щоку. У 1878 році його підвищили у званні до капрала, а у наступні роки служби до сержанта. Через понад півстоліття за участь в Індійській кампанії у 1933 році Девіда Брейнарда нагородили унікальною медаллю «Пурпурне серце» (імовірно, за участь в Індійській кампанії було випущено всього п'ять «Пурпурних сердець»).

## Американська арктична експедиція (1881—1884)
У 1880 році Брейнард добровольцем зголосився брати участь в арктичній експедиції капітана Генрі Гоугейта, яка виявилася невдалою. Наступного 1881 року у званні першого сержанта став учасником Американської арктичної експедиції під керівництвом Адольфа Грилі (1881—1884).
Експедицію організували у рамках першого Міжнародного Полярного року. Її метою була організація метеорологічної станції на півночі Канадського арктичного архіпелагу в затоці Леді-Франклін і проведення метеорологічних, астрономічних і магнітних спостережень, а також геологічних і геодезичних робіт. В експедиції Девід Брейнард обіймав посаду відповідального за продовольство та спорядження, а також брав участь практично у всіх санних походах. Найбільш відомим досягненням експедиції став санний похід, здійснений навесні 1882 року Девідом Брейнардом і Фрідериком Крістіансеном під керівництвом лейтенанта Джеймса Локвуда вздовж північного узбережжя Гренландії. 13 травня мандрівники досягли 83°24' північної широти — найпівнічнішої точки, досягнутої людиною на той момент.
Навесні 1883 року Локвуд, Брейнард і Крістіансен здійснили санний похід, у ході якого досліджували внутрішні області острова Елсмір, перетнули його на захід по широті затоки Леді Франклін і відкрили фіорд, який отримав назву на честь керівника експедиції Локвуда.

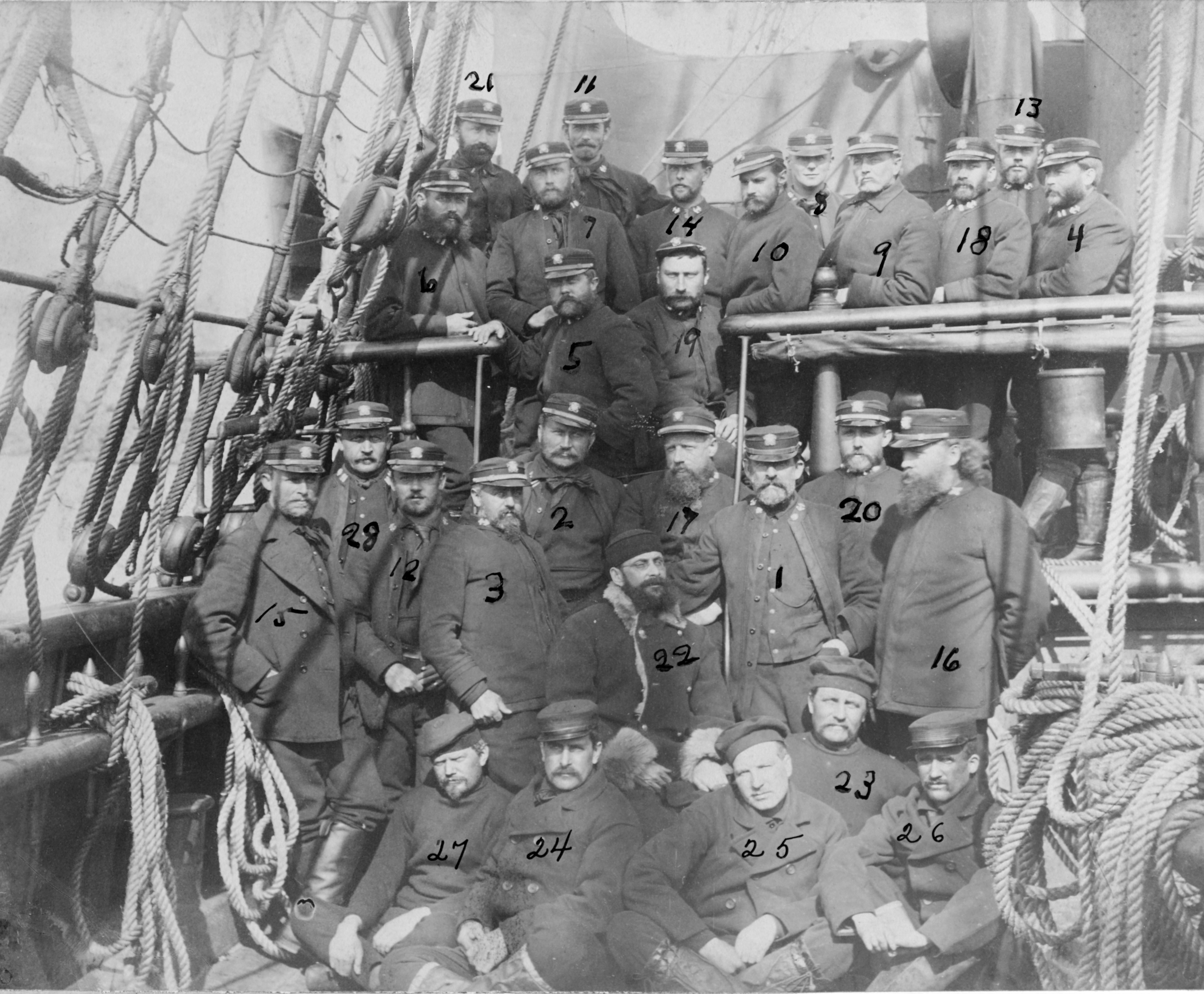
Шестеро, які вижили, на борту рятувального судна. Брейнард № 24

Влітку 1882 і 1883 року до полярників через складну кригову ситуацію у протоці Кеннеді не змогли пробитися судна підтримки, тому, керуючись інструкціями, Грилі вирішив у серпні 1883 року залишити зимову базу (хоча в ній ще залишалися продукти на рік) і самостійно плисти на південь назустріч рятувальному судну. Через сувору зиму, що надто рано почалася, 25 учасникам за майже два місяці шляху вдалося пройти лише близько 400 кілометрів і досягти мису Себайн на острові Пім, на якому довелося стати на зимівлю з мінімальним запасом продовольства. Під час зимівлі від голоду та виснаження померли 19 людей з 25. Аж до самого порятунку тих, що вижили 22 червня 1884 року Брейнард якимось неймовірним чином зміг залишатися на ногах, з квітня він був чи не єдиним годувальником людей, що повністю знесилилися, знаходячи у собі сили займатися ловлею криля на саморобну сітку та полюванням. Брейнард зіграв виняткову роль як у досягненні наукових результатів, так і у рятуванні тих, хто вижив. Найповнішу характеристики сержанта Брейнарда можна зрозуміти з кількох фрагментів з щоденників Грилі, зроблених у грудні 1883 року:
«11 грудня. Брейнард знову перевтомився від непосильної роботи та сьогодні ввечері був дуже слабким. Я був змушений вказати йому, що він виконує зайву роботу за інших. Але коли він послався на апатію більшості людей та необхідності виконання тієї чи іншої роботи, мені довелось замовкнути. Кожен робить, що може, і гірко жалкую, що можу лише вбивати час й нездатний до важкої фізичної праці»…

«21 грудня. Сьогодні сержанту Брейнарду виповнилось двадцять сім років. Я дав йому з цього приводу 1/4 літри рому, жалкуючи, що не можу зробити нічого більше. Він всю цю зиму виконував надзвичайно важку роботу. Його витривалість, його завжди рівний настрій та неупередженість, з якими він розподіляє їжу, зробили мені неоціненну послугу».
Цікаво, що перше визнання за свої заслуги Девід Брейнард отримав не від своїх співвітчизників, а від Королівського географічного товариства. У червні 1886 року воно вручило йому іменний грант і, крім нього, іменний золотий годинник і диплом.

## Подальша військова кар'єра
У 1886 році Брейнарда підвищили у званні до другого лейтенанта 2-го Кавалерійського полку. Проходив службу на території Вашингтон. Займався дослідженням Каскадних гір. На початку 1890-х отримав звання першого лейтенанта та був призначений займатися питаннями армійського постачання. Служив у Каліфорнії, Аризоні та Нью-Мексико. У 1896 році отримав звання капітан. У 1898 році під час іспансько-американської війни служив на Філіппінах Головним інтендантом. У 1912 році отримав звання полковник, був призначений заступником Головного військового інтенданта армії США. У 1918—1919 роках Брейнард працював військовим аташе при американській дипломатичній місії у Португалії. У 1919 році звільнився з армії у званні бригадного генерала.

## Особисте життя та наступні роки життя
У 1888 році Брейнард одружився з Анною Чейз. Шлюб був недовгим і незабаром розпався. У 1904 році він став членом американського «Клубу мандрівників», серед організаторів якого був А. Грилі. У 1917 році одружився з Сарою Гютрі, яка мала доньку Елеонор (своїх дітей Брейнард не залишив). Після залишення військової служби працював представником Вашингтона у Нью-Йоркській фірмі, яка займалася постачанням армії. Згодом став її директором. У 1925 році за полярні дослідження Американське географічне товариство нагородило його медаллю Чарлза Делі. У 1929 році вийшла друком його книга «Аванпост мертвих». Був нагороджений Медаллю мандрівників «Клубу мандрівників». У 1936 році його обрали першим почесним членом Американського полярного товариства. У 1940 році Брейнард опублікував свої щоденники з арктичної експедиції «Шестеро повернулися» (англ. Six Came Back). Оригінали щоденників, особисте листування й інша спадщина Девіда Брейнарда зараз знаходиться у бібліотеці Дартмутського коледжу.
Брейнард помер 22 березня 1946 року у Вашингтоні, його поховали на Арлінгтонському Національному цвинтарі.